# ۸۴ (میلادی)
۸۴ (میلادی) هشتاد و چهارمین سال تقویم میلادی است.

## رویدادها
بر اساس مکان
امپراتوری روم
- تاریخ احتمالی نبرد مونس گراپیوس (۸۳ یا ۸۴ میلادی)، که در آن گنائوس جولیوس آگریکولا کالدونیایی‌ها را شکست می‌دهد.[۱][۲]
- امپراتور دومیتیان، آگریکولا را به رم فرا می‌خواند، جایی که به عنوان پاداش، پیروزی و فرمانداری استان رومی آفریقا را دریافت می‌کند، اما آگریکولا آن را نمی‌پذیرد.[۳]
- ساخت لیمس، خطی از استحکامات رومی از راین تا دانوب، آغاز شده است.[۴]
- دومیتیان با انتخاب خود به عنوان کنسول به مدت ده سال و سانسور مادام العمر، آشکارا جنبه جمهوری دولت را تابع جنبه سلطنتی آن کرد.
- دومیتیان حقوق سربازان را یک سوم افزایش می‌دهد و بدین ترتیب وفاداری آنها را تضمین می‌کند.

آسیا
- تغییر از دوران جیانچو به دوران یوانهه در سلسله هان شرقی چین.

## درگذشتگان
- لوقای انجیل‌نویس، پزشک یونانی
- تیتوس فلاویوس سابینوس، کنسول روم، با جولیا فلاویا ازدواج کرد (اعدام شد)